# Isabella av Aragonien (1470–1498)
Isabella av Aragonien, född 1470, död 1498, var Portugals kronprinsessa 1490-1491 och drottning 1497-1498, gift med kronprins Alfons av Portugal och kung Manuel I av Portugal. Hon var Kastiliens och Aragoniens tronarvinge 1470-1479 och 1497-1498. 

## Biografi

### Tronarvinge
Isabella var äldsta barn till Isabella I av Kastilien och Ferdinand II av Aragonien.  
Hon fick liksom sina systrar en hög bildning och undervisades i klassiska och religiösa författare, latin, historia, filosofi, musik, vetenskap och konst, förutom traditionella ämnen som sömnad och hushållskunskaper. Hon beskrivs som en blond skönhet och ska även ha varit intelligent och viljestark. Hon anses ha varit sina föräldrars favoritdotter. 
Hon hade arvsrätt till Kastilien efter sin mor men inte Aragonien efter sin far, eftersom Aragonien inte hade kvinnlig tronföljd. Som tronarvinge var hennes framtida äktenskap föremål för spekulationer och förhandlingar.  Vid hennes brors födelse 1478 förlorade hon sin ställning som tronarvinge, och ett dynastiskt äktenskap arrangerades.  

### Kronprinsessa av Portugal
Hon förlovades 1479 med Portugals tronföljare Alfons. Äktenskapet arrangerades för att besegla fred mellan Portugal och Kastilien-Aragonien efter tronföljdskriget några år tidigare, där Portugal hade stött moderns rival som Kastiliens monark.  
Isabella sändes samma år till Portugal för att leva där fram till bröllopet, för att säkerställa att hennes föräldrar inte bröt trolovningen. Hon hade troligen också ett uppdrag från sina föräldrar att agera spion och övervaka den förra kastilianska tronpretendenten Juana de Beltraneja.  Isabella återvände 1483 till Kastilien.  
Vigseln mellan Isabella och Alfons ägde rum 1490. Deras relation var lycklig. De hade delvis vuxit upp med varandra och ska ha utvecklat uppriktiga känslor för varandra. Vid makens död 1491 återvände hon till Spanien och förklarade att hon ville gå i kloster.  

### Drottning och tronarvinge
Hon tvingades 1497 gifta sig med Portugals näste tronföljare, Alfons morbror Manuel. Hennes föräldrar ville först inte tvinga henne, men övertalade henne sedan Manuel hade vägrat gifta sig med hennes syster Maria på grund av Isabellas arvsrätt. Hon gick med på vigseln på villkor att Manuel utvisade judarna från Portugal, och han gick med på villkoret.  
Vid sin brors död senare samma år, 1497 blev hon Kastiliens tronföljare och fick titeln prinsessa av Asturien.  Isabella och Manuel kallades till Kastilien, där hon i en högtidlig ceremoni i Toledo, fick sin nya titel, och bekräftades som tronarvinge.  
Hon dog i barnsäng då hon födde en son, som fram till sin död 1500 var arvtagare till både makens och hennes föräldrars länder.     